# UFC Fight Night: Lewis vs. Spivak
UFC Fight Night: Lewis vs. Spivak (también conocido como UFC Fight Night 218, UFC on ESPN+ 76 y UFC Vegas 68) fue un evento de artes marciales mixtas producido por Ultimate Fighting Championship que tuvo lugar el 4 de febrero de 2023 en las instalaciones del UFC Apex en Enterprise, Nevada, parte del área metropolitana de Las Vegas, Estados Unidos.

## Antecedentes
En un principio, el objetivo de la organización era volver a Seúl, en Corea del Sur, para celebrar el evento. En su lugar, el evento se trasladó al UFC Apex en Enterprise, Nevada.
El combate de peso pesado entre Derrick Lewis y Sergey Spivak encabezó el evento. Anteriormente se esperaba que el combate encabezara UFC Fight Night: Nzechukwu vs. Cuțelaba el 19 de noviembre de 2022, pero mientras el evento estaba en curso, Lewis se vio obligado a retirarse debido a una enfermedad no relacionada con el COVID, no relacionada con el corte de peso, y el combate fue cancelado. Sin embargo, Lewis confirmó posteriormente que, en efecto, había contraído COVID-19.
Se programó un combate femenino de peso paja entre Loma Lookboonmee y Elise Reed. Sin embargo, el combate fue trasladado a UFC 284 por razones no reveladas.
Las cuatro finales de la segunda temporada del Road to UFC tuvieron lugar en este evento.
La reportera de ESPN Laura Sanko hizo su debut como comentarista de color de la UFC en este evento. Se convirtió en la primera mujer comentarista de color en la era moderna de la UFC en narrar un evento desde la cabina.
Estaba previsto un combate femenino de peso mosca entre Ji Yeon Kim y Mandy Böhm en el evento. Sin embargo, Böhm se vio obligada a retirarse antes del comienzo del evento por enfermedad y el combate se canceló.

## Resultados
1. ↑  Final del torneo de peso ligero de la UFC.
2. ↑  Final del torneo de peso pluma de la UFC.
3. ↑  Final del torneo de peso gallo de la UFC.
4. ↑  Final del torneo de peso mosca de la UFC.

## Premios de bonificación
Los siguientes luchadores recibieron bonificaciones de $50000 dólares.
- Pelea de la Noche: No se concedió ninguna bonificación.
- Actuación de la Noche: Sergey Spivak, Anshul Jubli, Rinya Nakamura, y Tatsuro Taira